# Дискографія Dead by April
«Dead by April» — металкор-гурт з міста Гетеборг, Швеція, заснований у січні 2007 року, складається з 4 учасників. Грають у жанрах металкор та альтернативний метал.

## Студійні альбоми
| Назва              | Деталі                                                                                    | Пікові позиції | Пікові позиції | Пікові позиції |
| Назва              | Деталі                                                                                    | SWE            | FIN            | GER            |
| ------------------ | ----------------------------------------------------------------------------------------- | -------------- | -------------- | -------------- |
| Dead by April      | - Дата виходу: 13 травня, 2009 - Лейбл: Universal Music - Формати: CD, онлайн             | 2              | —              | —              |
| Incomparable       | - Дата виходу: 21 вересня, 2011 - Лейбл: Universal Music, Spinefarm - Формати: CD, онлайн | 2              | —              | —              |
| Let the World Know | - Дата виходу: 12 лютого, 2014 - Лейбл: Universal Music, Spinefarm - Формати: CD, онлайн  | 5              | 36             | 99             |
| Worlds Collide     | - Дата виходу: 7 квітня, 2017 - Лейбл: Universal Music, Spinefarm - Формати: CD, онлайн   | 8              | —              | —              |

## Збірні альбоми
| Назва    | Деталі                                                                       | Пікові позиції (SWE) |
| -------- | ---------------------------------------------------------------------------- | -------------------- |
| Stronger | - Дата виходу: 24 січня, 2011 - Лейбл: Universal Music - Формати: CD, онлайн | —                    |

## Мініальбоми
| Назва                                     | Деталі                                                                    | Пікові позиції (SWE) |
| ----------------------------------------- | ------------------------------------------------------------------------- | -------------------- |
| Worlds Collide (Jimmie Strimell Sessions) | - Дата виходу: 1 вересня, 2017 - Лейбл: Universal Music - Формати: онлайн | —                    |
| Worlds Collide (Acoustic Sessions)        | - Дата виходу: 20 жовтня, 2017 - Лейбл: Universal Music - Формати: онлайн | —                    |

## Сингли
| Назва                                                            | Рік  | Пікові позиції (SWE) | Альбом                       |
| ---------------------------------------------------------------- | ---- | -------------------- | ---------------------------- |
| «Losing You»                                                     | 2009 | 1                    | Dead by April                |
| «What Can I Say»                                                 | 2009 | 38                   | Dead by April                |
| «Angels of Clarity»                                              | 2009 | —                    | Dead by April                |
| «Love Like Blood / Promise Me» (кавер-версія пісні Killing Joke) | 2010 | —                    | Stronger                     |
| «Within My Heart»                                                | 2011 | —                    | Incomparable                 |
| «Lost»                                                           | 2011 | —                    | Incomparable                 |
| «Calling»                                                        | 2011 | —                    | Incomparable                 |
| «Mystery»                                                        | 2012 | 10                   | Incomparable: Mystery версія |
| «Freeze Frame»                                                   | 2013 | —                    | Let the World Know           |
| «As a Butterfly»                                                 | 2013 | —                    | Let the World Know           |
| «Breaking Point»                                                 | 2016 | —                    | Worlds Collide               |
| «My Heart is Crushable»                                          | 2017 | —                    | Worlds Collide               |
| «Warrior»                                                        | 2017 | —                    | Worlds Collide               |
| «Numb» (кавер-версія пісні Linkin Park)                          | 2017 | —                    | —                            |
| «Memory»                                                         | 2020 | —                    | Майбутній альбом без назви   |
| «Bulletproof»                                                    | 2020 | —                    | Майбутній альбом без назви   |
| «Heartbeat Failing»                                              | 2021 | —                    | Майбутній альбом без назви   |
| «Collapsing»                                                     | 2021 | —                    | Майбутній альбом без назви   |

### Сингли інших виконавців, у яких гурт взяв участь
| Назва                       | Виконавець      | Рік  | Пікові позиції (SWE) | Альбом |
| --------------------------- | --------------- | ---- | -------------------- | ------ |
| «Stronger»                  | Lazee           | 2010 | —                    | —      |
| «Dancing in the Neon Light» | Lena Philipsson | 2011 | 50                   | —      |

## Музичні відео
| Назва                                                              | Рік  | Альбом                     |
| ------------------------------------------------------------------ | ---- | -------------------------- |
| «Losing You [Архівовано 15 липня 2021 у Wayback Machine.]»         | 2009 | Dead by April              |
| «Angels of Clarity [Архівовано 15 липня 2021 у Wayback Machine.]»  | 2009 | Dead by April              |
| «Calling [Архівовано 11 липня 2021 у Wayback Machine.]»            | 2011 | Incomparable               |
| «Lost [Архівовано 11 липня 2021 у Wayback Machine.]»               | 2011 | Incomparable               |
| «Stronger [Архівовано 15 липня 2021 у Wayback Machine.]»           | 2012 | Stronger                   |
| «Crossroads [Архівовано 12 липня 2021 у Wayback Machine.]»         | 2013 | Incomparable               |
| «As a Butterfly [Архівовано 6 лютого 2021 у Wayback Machine.]»     | 2014 | Let the World Know         |
| «Beautiful Nightmare [Архівовано 9 липня 2021 у Wayback Machine.]» | 2014 | Let the World Know         |
| «Warrior [Архівовано 17 липня 2021 у Wayback Machine.]»            | 2017 | Майбутній альбом без назви |
| «Heartbeat Failing [Архівовано 15 липня 2021 у Wayback Machine.]»  | 2021 | Майбутній альбом без назви |
| «Collapsing [Архівовано 3 липня 2021 у Wayback Machine.]»          | 2021 | Майбутній альбом без назви |